# Datorspelsåret 1972

## Händelser

### Maj

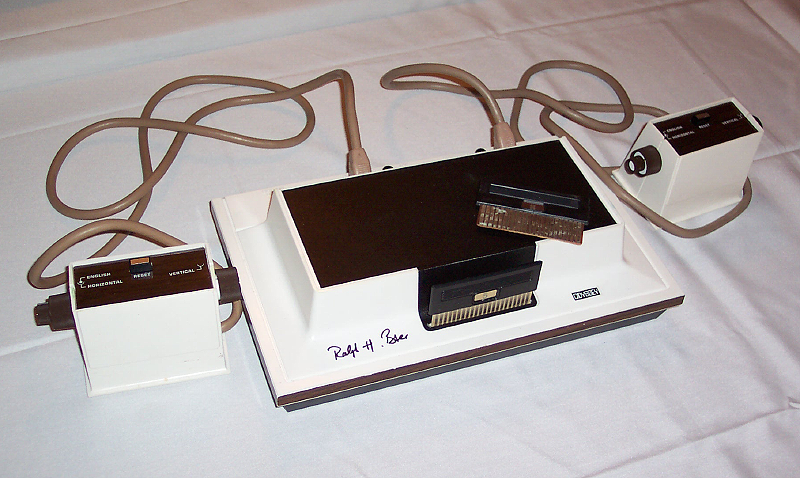
Magnavox Odyssey

- 24 maj - Företaget Magnavox lanserar "Magnavox Odyssey", den första hem-TV-spelsmaskinen.[1]

### Okänt datum
- Efter dålig försväljning av Computer Space lämnar Nolan Bushnell företaget Nutting Associates för att flytta sitt företag med Ted Dabney till ett nytt företag. Då Bushnell upptäcker att en takläggningsfirma redan använder deras namn (syzygy) antas namnet "Atari."[1]

## Spel släppta år1972

### Arkadspel

Pong

- Pong (Atari Games, 29 november) [2] [3]

## Födda
- 29 mars – Michel Ancel, fransk speldesigner.
- 21 april – Randy Pitchford, amerikansk speldesigner.
- 7 september – Raph Koster, amerikansk speldesigner.
- 27 september – Chris Avellone, amerikansk speldesigner.

### Fotnoter
1. 1 2  Herman, Leonard et al. (2002). ”The Games Begin 1971–1977”. GameSpot. Arkiverad från originalet den 31 mars 2010. https://web.archive.org/web/20100331234237/http://www.gamespot.com/gamespot/features/video/hov/p3_01.html. Läst 4 november 2009.
2. ↑  Edwin D. Reilly, Milestones in Computer Science and Information Technology (Greenwood Press, 2003) p57;
3. ↑  Atari: The Lost Years of the Coin-Op, 1971 – 1975 ArmchairArcade.com